# Diplocephalus lancearius
Diplocephalus lancearius là một loài nhện trong họ Linyphiidae.
Loài này thuộc chi Diplocephalus. Diplocephalus lancearius được Eugène Simon miêu tả năm 1884.